# Votkinszki-víztározó
A Votkinszki-víztározó (oroszul Воткинское водохранилище [Votkinszkoje vadahranyiliscse]) Oroszországban, a Káma folyón kialakított vízlépcsősor része, másodikként megépített nagy víztározója. (Először a Kámai-víztározó, harmadikként a Nyizsnyekamszki-víztározó készült el). Közigazgatásilag a Permi határterülethez és Udmurtföldhöz tartozik.

## Földrajz
A Votkinszki-vízerőmű (1020 MW) és a duzzasztógát a mai Csajkovszkij városnál épült fel 1962-ben. Az építkezés kezdetén ez a város még nem létezett; a létesítményt a közeli nagyobb városról, Votkinszkról nevezték el. A víztározó feltöltése a tervezett vízszintre (89 m abszolút magasság) 1964 tavaszán fejeződött be.
Ennél a vízszintnél a vízfelszín területe 1120 km². A víztározó befogadóképessége 9400 millió m³; átlagos mélysége 8,4 m, maximális mélysége 28 m; hossza 365 km; legnagyobb szélessége 9–10 km. Vízgyűjtő területe 181 500 km². Csak kisebb vízhozamú mellékfolyók táplálják, jelentősebbek a jobb oldali Tulva és a Szajgatka. A gát visszaduzzasztó hatása a Perm északi határában épült Kámai-vízerőműig érvényesül.
A part menti városok: Nitva, Ohanszk, Osza, Csajkovszkij. 

## Szabályozása
A vízszint szabályozását alapvetően az itteni Votkinszki-vízerőmű, valamint a folyón följebb lévő Kámai-vízerőmű működésének megfelelően végzik. Jégmentes időszakban a leeresztett vízmennyiséget a Kámai-víztározó víztömegéből pótolják, de erre télen nincs lehetőség. Tél végére az erőmű működése miatt a vízszint 4 m-rel csökken. A tavaszi áradás idején a tározót ismét feltöltik az előírt 89 m-re. Nagyobb árvizek esetén lehetőség van további egy méter vízszintemelésre is. 